# Raynans
Raynans település Franciaországban, Doubs megyében. Lakosainak száma 337 fő (2022. január 1.). Raynans Laire, Aibre, Échenans, Issans, Montbéliard, Saint-Julien-lès-Montbéliard és Semondans községekkel határos.

## Népesség
A település népessége az elmúlt években az alábbi módon változott:
| Lakosok száma | 121  | 202  | 203  | 326  | 326  | 343  | 337  | 334  | 340  | 337  |
|               | 1968 | 1982 | 1990 | 2006 | 2013 | 2015 | 2017 | 2019 | 2020 | 2022 |